# Comuna Câțcău, Cluj
Câțcău (în maghiară Kackó) este o comună în județul Cluj, Transilvania, România, formată din satele Câțcău (reședința), Muncel și Sălișca.

## Date geografice
Comuna Câțcău se întinde pe o suprafață de 37 km2, având o populație de peste 2.400 de locuitori, dispuși în satul reședință de comună Câțcău și satele Muncel, Sălișca. Este situată la poalele de sud-vest ale Dealului Muncelu (Dealurile Ciceului), pe dreapta râului Someș, la 72 de km de Cluj-Napoca, în Culoarul Someșului și pe marginea Dealurilor Sălătrucului.

## Demografie
Componența etnică a comunei Câțcău
     Români (94,45%)
     Maghiari (2,22%)
     Alte etnii (3,33%)
Componența confesională a comunei Câțcău
     Ortodocși (85,56%)
     Penticostali (7,24%)
     Reformați (2%)
     Alte religii (1,51%)
     Necunoscută (3,69%)
Conform recensământului efectuat în 2021, populația comunei Câțcău se ridică la 2.251 de locuitori, în creștere față de recensământul anterior din 2011, când fuseseră înregistrați 2.100 de locuitori. Majoritatea locuitorilor sunt români (94,45%), cu o minoritate de maghiari (2,22%). Din punct de vedere confesional, majoritatea locuitorilor sunt ortodocși (85,56%), cu minorități de penticostali (7,24%) și reformați (2%), iar pentru 3,69% nu se cunoaște apartenența confesională.

## Politică și administrație
Comuna Câțcău este administrată de un primar și un consiliu local compus din 11 consilieri. Primarul, Călin Mureșan[*], de la Partidul Național Liberal, este în funcție din octombrie 2020. Începând cu alegerile locale din 2024, consiliul local are următoarea componență pe partide politice:
|  | Partid                          | Consilieri | Componența Consiliului | Componența Consiliului | Componența Consiliului | Componența Consiliului | Componența Consiliului | Componența Consiliului | Componența Consiliului | Componența Consiliului | Componența Consiliului |
|  | ------------------------------- | ---------- | ---------------------- | ---------------------- | ---------------------- | ---------------------- | ---------------------- | ---------------------- | ---------------------- | ---------------------- | ---------------------- |
|  | Partidul Național Liberal       | 9          |                        |                        |                        |                        |                        |                        |                        |                        |                        |
|  | Partidul Social Democrat        | 1          |                        |                        |                        |                        |                        |                        |                        |                        |                        |
|  | Alianța pentru Unirea Românilor | 1          |                        |                        |                        |                        |                        |                        |                        |                        |                        |

### Evoluție istorică
De-a lungul timpului populația comunei a evoluat astfel:
Câțcău - evoluția demografică

|  | Graficele sunt indisponibile din cauza unor probleme tehnice. Mai multe informații se găsesc la Phabricator și la wiki-ul MediaWiki. |

Date: Recensăminte sau birourile de statistică - grafică realizată de Wikipedia

## Istoric
Localitatea Câțcău este atestată documentar începând cu 1348 sub denumirea de Kaczko , Muncel apare menționat din 1553, iar Sălișca din 1405. În timpul revoluției de la 1848 localitatea Câțcău a fost locul unor lupte dintre trupele generalului Józef Bem și trupele austriece.

## Lăcașuri de cult
- Biserica de lemn „Sfântul Nicolae” din satul Muncel (construită la începutul secolului al XVIII-lea).
- Biserica de lemn „Sfinții Arhangheli Mihail și Gavriil din Deal” din satul Sălișca (construită în jurul anului 1680).

## Galerie de imagini

Comuna Câțcău și satele componente